# Parachalastinus championi
Parachalastinus championi är en skalbaggsart som först beskrevs av Bates 1885. Parachalastinus championi ingår i släktet Parachalastinus och familjen långhorningar.
Artens utbredningsområde är:
- Costa Rica.
- Panama.

Inga underarter finns listade i Catalogue of Life.